# Ecuación de Fisher (dinámica poblacional)

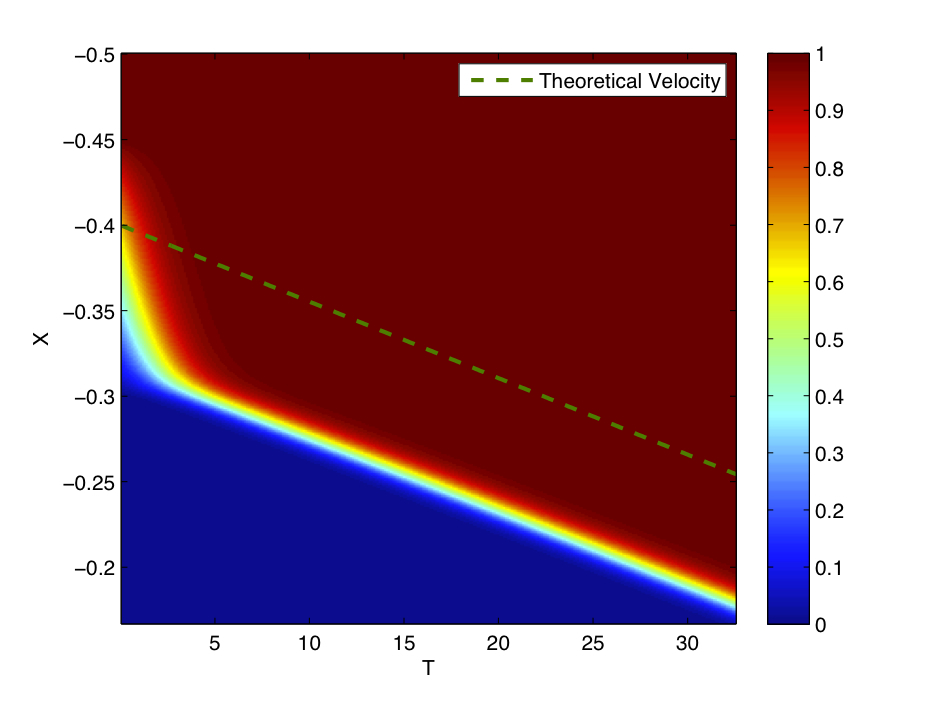
Simulación numérica a la ecuación de la ecuación de Fisher. En colores: la solución u(t,x); en puntos inclinación que corresponde la velocidad teórica de la ola que viaje.

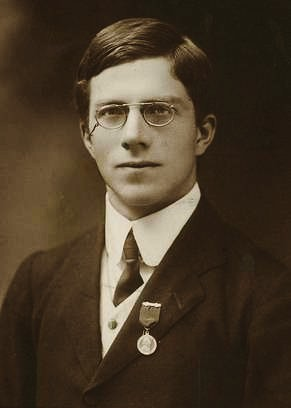
Ronald Fisher, en 1913.

La ecuación de Fisher, en matemáticas, toma el nombre del  estadístico y biólogo británico Ronald Fisher. También se la conoce como la Ecuación de Kolmogorov-Petrovsky-Piskunov. Es una de las ecuaciones en derivadas parciales.

{\displaystyle {\frac {\partial u}{\partial t}}=ru(1-u)+D{\frac {\partial ^{2}u}{\partial x^{2}}}.\,}

Fisher propuso esta ecuación en el contexto de la biología evolutiva y dinámica de poblaciones por describir la extensión en el espacio del alelo ventajoso y explorando sus soluciones de olas que viajan. 
Por cada ola velocidad {\displaystyle c\geq 2{\sqrt {rD}}} ({\displaystyle c\geq 2} en forma sin dimensión admite una solución de onda viajando de esta forma

{\displaystyle u(x,t)=v(x\pm ct)\equiv v(z),\,}

donde {\displaystyle \textstyle v} está incrementando y

{\displaystyle \lim _{z\rightarrow -\infty }v\left(z\right)=0,\quad \lim _{z\rightarrow \infty }v\left(z\right)=1.}

O sea, la solución cambie de un estado de equilibrio u = 0 a un estado de equilibrio u = 1. No existe tal solución por c < 2. La forma de la ola por una velocidad de ola ya dada es único. Las soluciones por las olas que viajan están estables en contra de perturbaciones en el campo cerca pero no a perturbaciones del campo lejos, las cuales pueden hacer más gruesa la cola. Usando el principio de comparación y la teoría que todas las soluciones con datos iniciales compactos convergen a olas con la velocidad mínima.
Por la velocidad de olas especializada  {\displaystyle c=\pm 5/{\sqrt {6}}}, todas las soluciones se puedan encontrar en una forma cerrada,  con

{\displaystyle v(z)=\left(1+C\mathrm {exp} \left(\pm {z}/{\sqrt {6}}\right)\right)^{-2}}

donde {\displaystyle C} es arbitrario y las condiciones del límite por arriba están satisfactorias por {\displaystyle C>0}. Es quizás el ejemplo más sencillo de un sistema de reacción-difusión semilinear

{\displaystyle {\frac {\partial u}{\partial t}}=\Delta u+F\left(u\right),}

lo cual puede exhibir soluciones de olas que viajan  dado porque cambian entre estados de equilibrio dado por {\displaystyle f(u)=0}. Tales ecuaciones ocurren por ejemplo en la ecología, la fisiología, la combustión, cristalización, plasma, y problemas generales de cambio de estado.
Prueba de la existencia de soluciones de olas viajando y el análisis de sus propiedades se hace muchas veces usando el método de fases de espacio.